# Samuel-Auguste Tissot
Samuel Auguste André David Tissot (Grancy, 20 maart 1728 - Lausanne, 13 juni 1797) was een Zwitsers arts die bekendheid verkreeg door de publicatie van zijn boek L'Onanisme waarin hij 'bewees' dat masturbatie onder meer zou leiden tot zwakheid, slecht zien en allerlei psychische problemen. Zijn - niet wetenschappelijk bewezen - stelling werd algemeen geaccepteerd en heeft meer dan een eeuw lang de houding tegenover masturbatie bepaald.
De werken van Tissot werden veelvuldig vertaald. In het Nederlands verschenen zijn boeken vanaf 1754, en de vertaling van L'Onanisme werd nog in 1835 herdrukt.
Hij was bekend doordat hij zijn patiënten had onder de hoogste kringen van Europa; zo was hij de arts van de koning van Polen en de keurvorst van Hannover. Hij werd daarom ook wel genoemd "de arts der prinsen en de prins onder de artsen."

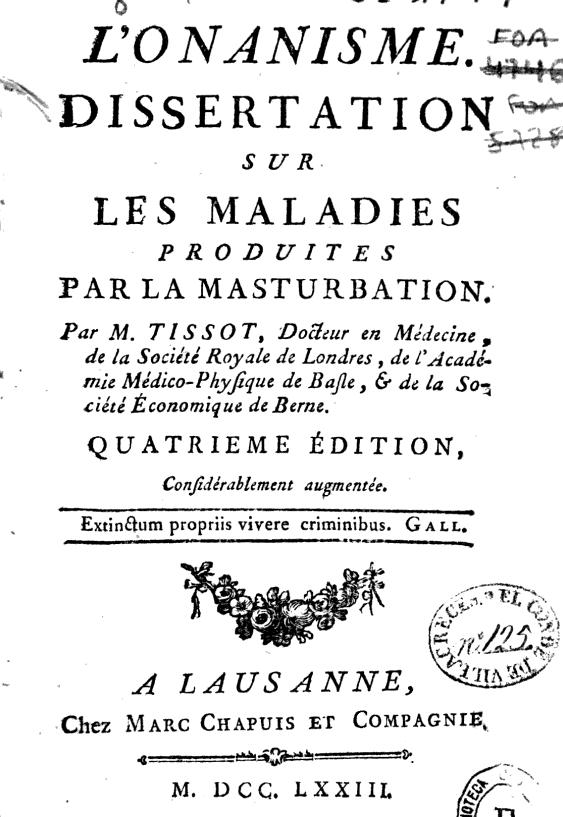
L'Onanisme. Tissots monografie die de kijk op masturbatie meer dan een eeuw negatief zou beïnvloeden